# Blood Sisters (série télévisée)
Ne doit pas être confondu avec Blood Sisters.
Blood Sisters, ou Si le sang pouvait lier au Québec, est une mini-série nigériane en quatre épisodes d'environ 56 minutes créée par Temidayo Makanjuola et mise en ligne le 5 mai 2022 sur Netflix,.
Il s'agit de la première série télévisée nigériane de Netflix.

## Synopsis
Un mariage nigérian vire au drame lorsque la meilleure amie de la future mariée tue accidentellement le violent futur marié le jour du mariage.

## Distribution
- Ini Dima Okojie (VF : Déborah Claude) : Sarah
- Nancy Isime : Kemi Sanya
- Deyemi Okanlawon : Kola Ademola
- Gabriel Afolayan (VF : Eilias Changuel) : Femi Ademola
- Kehinde Bankole : Olayinka
- Genoveva Umeh : Timiyen Ademola
- Kate Henshaw : Uduak Ademola
- Uche Jombo (VF : Delphine Allemane) : Uchenna
- Daniel Etim Effiong : Akin
- Keppy Ekpenyong-Bassey : Ifeanyi
- Ibrahim Suleiman (VF : Baptiste Marc) : Kenny

 Source et légende : version française (VF) sur RS Doublage

## Épisodes
1. Du sang sur les mains
2. Sœurs en cavale
3. La Chasse
4. La Capture